# Voika
Voika är en ort i Estland. Den ligger i Nõo kommun och landskapet Tartumaa, i den södra delen av landet, 170 km sydost om huvudstaden Tallinn. Voika ligger 65 meter över havet och antalet invånare är 144.
Terrängen runt Voika är platt. Runt Voika är det glesbefolkat, med 18 invånare per kvadratkilometer. Närmaste större samhälle är Dorpat, 19,3 km nordost om Voika. Omgivningarna runt Voika är en mosaik av jordbruksmark och naturlig växtlighet.